# Miniatuur (muziek)
Een miniatuur is een compositie die hetzij door de korte lengte, hetzij door de beknopte eenvoudige vorm, hetzij door de eenvoudige inhoud wordt gekenschetst.

## Kenmerken
Kenmerken van een miniatuur kunnen zijn:
- Een beperkt aantal muzikale ideeën (of thema's) worden toegepast.
- Het werk is kort van duur.
- Het werk kan onderdeel zijn van een groter geheel.
- Het werk kan refereren aan miniaturen uit de schilderkunst.
- Het werk kan voor een kleine bezetting geschreven zijn.
- Het werk kan een eenvoudig en depictief karakter hebben.

## In klassieke westerse muziek
Een voorbeeld van gebruik van de aanduiding 'miniatuur' vindt men bijvoorbeeld op Miniaturen (Penderecki). De componist Jurriaan Andriessen schreef de "Miniatuur Symphonie" met bezetting sopraanblokfluit, altblokfluit, twee violen en cello.
Sommige kortere werken (die weliswaar niet in hun titel het woord 'miniatuur' bevatten) worden vanwege hun karakter ook wel als 'miniatuur' omschreven, zoals deeltjes uit de "Lyrische Stukken" van Edvard Grieg.

## In popmuziek
In de popmuziek is de lengte van de composities over het algemeen vrij standaard. De meeste liedjes duren 3 à 4 minuten. In bepaalde genres als bijvoorbeeld symfonische rock, progrock en post-rock is het ook wel gebruikelijk dat de tijdsduur iets langer is.
De miniatuurvorm is ondergeschikt, er zijn echter wel enkele uitzonderingen. De Amerikaanse avant garde cult-formatie The Residents schreef in 1980 The Commercial Album. Dit album bevat 40 liedjes van exact één minuut.
Verder zijn korte composities ook gebruikelijk is snelle muziek als hardcore punk en grindcore, echter dit is meer het gevolg van de hoge snelheid en niet van de eenvoud van de compositie. Wel is er in de lo-fi tijdelijk een tendens geweest om vooral korte composities te maken. Guided by Voices, Sebadoh en Sebadohs zanger Lou Barlow schreven grote hoeveelheden liedjes van één à anderhalve minuut. De reden die zij hiervoor aandroegen was vooral esthetisch van aard en hun overtuiging was dat lange composities in het singer/songwriter-genre (waar lo-fi grotendeels in basis op toegelegd is) te beladen en pretentieus van aard worden. De Japanse noiserock band Melt-Banana speelt live vaak een voordracht van 15 minuten met een reeks korte nummers die meestal niet langer zijn dan 10 seconden.

### Kortste single
De Raggende Manne schreven de debuutsingle Nee's niks die 6 seconden duurde en werd een succes, maar kwam niet in de tipparade omdat volgens de statuten een popnummer minimaal 60 seconden moet duren.
Er is tevens een compilatie-album met een lijst van bands die liedjes van 1 seconde maakten.